# Tomlinson Fort

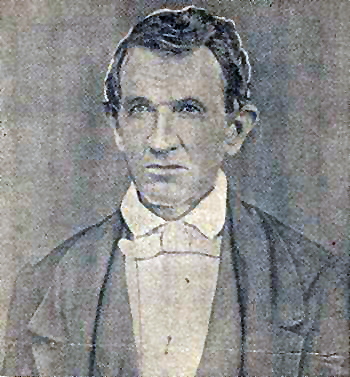
Tomlinson Fort

Tomlinson Fort, född 14 juli 1787 i Warrenton i Georgia, död 11 maj 1859 i Milledgeville i Georgia, var en amerikansk politiker. Han var ledamot av USA:s representanthus 1827–1829.
Fort studerade medicin i Philadelphia, var verksam som läkare i Georgia och deltog i 1812 års krig som kapten. Han var ledamot av Georgias representanthus 1818–1826 och satt sedan i två år i USA:s representanthus som anhängare av Andrew Jackson.
Fort avled 1859 och gravsattes på Memory Hill Cemetery i Milledgeville.